# ISO 3166-2:BM
ISO 3166-2:BM és el subconjunt per a les illes Bermudes de l'estàndard ISO 3166-2, publicat per l'Organització Internacional per Estandardització (ISO) que defineix els codis de les principals subdivisions administratives.
Actualment les Bermudes no tenen cap divisió territorial que conformi el seu codi ISO 3166-2.
El codi assignat oficialment per a les Bermudes de l'estàndard ISO 3166-1 alfa-2 és BM.